# ایلاف (روزنامه)
ایلاف (عربی: إيلاف) اولین روزنامه آنلاین مستقل عربی است که هیچ وابستگی به سایر روزنامه‌ها و رسانه‌ها ندارد. این روزنامه در سال ۲۰۰۱ در لندن تأسیس شد.